# Герменевтика політична
Герменевтика політична (грецьк. hermeneutikos — пояснюючий) — одна з галузей практичної політології, зорієнтована на тлумачення, інтерпретацію політичних текстів. Активно розробляється у Німеччині, Австрії, Швеції, США. У 20-х роках минулого століття німецький вчений В. Дільтей розглядав герменевтику як «мистецтво розуміння письмово фіксованих життєвих проявів». Сучасні представники філософії політики трактують герменевтику як одну з методологічних основ гуманітарного знання.
Г. п. має справу з політичними документами (законами, програмами, заявами, статтями, дослідженнями тощо). Вона забезпечує їх ідентичне тлумачення всіма зацікавленими суб'єктами політичного життя. Г. п. виходить з того, що розуміння тієї або іншої письмово чи усно вираженої політичної думки (ідеї) реалізується через її інтерпретацію, тлумачення і між ними має бути взаємозалежність, а не протилежність. Конфлікт між поясненням, розумінням того чи іншого прояву політичного життя — це вираз різних способів (форм) політичного буття, і він має бути пояснений відповідними поняттями. Тому Г. п. наголошує на чіткій визначеності не тільки сфери дій тих чи інших способів інтерпретації, а й меж, порогів можливостей розуміння в політиці. Останнє становить центр методології Г. п. Можливі напрями використання Г. п.: інтерпретація, виявлення значення та сенсу різних політичних текстів; тлумачення політичної символіки; виявлення причин та механізмів політичного впливу; дослідження механізмів виникнення, поширення та згасання політичних упереджень, залежності політичної психології та мислення від історії та ситуації; вивчення та критика ідеологічної свідомості, яка відіграє велику роль у політичній орієнтації; аналіз мотивації політичної поведінки, яка не ототожнюється з об'єктивною зовнішньою детермінацією; дослідження всіх проблем комунікації і діалогу; розробка ефективних і різноманітних шляхів політичної соціалізації (певна річ, що вони не зводяться до прямого навчання, безпосередньої трансляції досвіду).
Важливо те, що у сфері політичної реальності термін «розуміння» має два взаємопов'язані, але різні значення. По-перше, воно виступає як гносеологічна процедура, як метод вивчення політичних явищ, процесів. По-друге, воно має служити і онтологічним процесом освоєння суб'єктом політики тієї сфери реальності, в якій йому потрібно діяти, і здійснюється як її тлумачення, ієрархізація цінностей, якими вона володіє.
Це особливо важливо для ситуації, яка склалася в сучасній Україні, коли продовжується становлення політичної сфери і трансформація суб'єктів політики та політичної влади, політичних інститутів, оновлюються механізми (способи) їх функціонування і взаємодій, уся система державного управління, яка потребує багато в чому нового понятійного апарату, бо він був некритично запозичений з інших політичних мов і галузей знання і тільки частково створювалися нові словосполучення. З огляду на сказане особливо досилюється значення іманентного розуміння і тлумачення нових понять, збагачення ними мови політики, політиків, державних діячів та громадян країни.